# Dangerous and Moving
Dangerous and Moving je drugi album na engleskom jeziku ruskog dueta t.A.T.u., objavljen je 5. listopada 2005. u Japanu, 10. listopada u UK, 11. listopada u Sjevernoj Americi i 14. listopada u Europi i Latinskoj Americi. Njegova ruska verzija je Lyudi Invalidy objavljena 21. studenog. 

## Popis pjesama
1. "Dangerous and Moving (Intro)"              – 0:49
2. "All About Us"            – 3:00
3. "Cosmos (Outer Space)"                                – 4:12
4. "Loves Me Not"                    – 2:55
5. "Friend or Foe"                                      – 3:08
6. "Gomenasai"    – 3:42
7. "Craving (I Only Want What I Can't Have)"                  – 3:50
8. "Sacrifise"           – 3:10
9. "We Shout"                            – 3:02
10. "Perfect Enemy"                          – 4:12
11. "Obezyanka Nol"                 – 4:25
12. "Dangerous and Moving"                     – 3:35

Bonus Pjesme:
1. "Vsya Moya Lyubov" - 5:49
2. "Lyudi Invalidy" - 4:35
3. "Divine" -  3:17

## Album na glazbenim ljestvicama i prodaja
| Zemlja                 | Pozicija | Certifikacija  | Prodaja    |
| ---------------------- | -------- | -------------- | ---------- |
| Austrija               | 13       |                |            |
| Brazil                 | 18       |                | 10,000+    |
| Češka                  | 20       |                |            |
| Finska                 | 20       | Zlatna         | 25,500     |
| Francuska              | 23       | Srebrna        | 66,000     |
| Italija                | 15       | Zlatna         | 50,000     |
| Japan                  | 9        | Zlatna         | 107,500    |
| Meksiko                | 1        | Zlatna         | 75,000     |
| Poljska                | 25       | Platinasta     | 50,000     |
| Rusija                 | 1        | Platinasta     | 300,000    |
| Južna Koreja           | --       |                | 5,355      |
| Švedska                | 37       | Zlatna         | 50,000     |
| Švicarska              | 26       | Zlatna         | 30,000     |
| Tajvan                 | 1        | Zlatna         | 10,000     |
| Turska                 | 23       | Zlatna         | 20,000     |
| Ujedinjeno Kraljevstvo | 78       |                |            |
| SAD                    | 131      |                | 100,000+   |
| Svijet                 | 39       | 2 x Platinasta | 2,300,000+ |

## Poveznice
- t.A.T.u.
- Ljudi invalidy